# Derby Circolo Canottieri Ortigia-Telimar Palermo
Il derby Circolo Canottieri Ortigia-Telimar Palermo, rappresenta una sfida tra due tradizioni pallanuotistiche, quella di Siracusa e quella di Palermo, che si sono scontrate diverse volte nel corso della loro storia, sin dal 2000. Il confronto è risultato importante quando non decisivo in alcuni momenti della storia di entrambe le compagini.
Le città di Siracusa e Palermo sono distanti geograficamente circa 260 km.

## Risultati
Dati aggiornati al 29 marzo 2025
Qui di seguito si riporta la lista completa in ordine cronologico dei 38 derby disputati in gare ufficiali dal 2000.
| Siracusa 2000 ..ª giornata Serie A1 2000-2001 1º derby | Ortigia | – | Telimar Palermo |  |

| Palermo 2001 ..ª giornata Serie A1 2000-2001 2º derby | Telimar Palermo | – | Ortigia |  |

| Siracusa 2001 Gara 1 Play-out Serie A1 2000-2001 3º derby | Ortigia | 10 – 9 | Telimar Palermo |  |

| Palermo 2001 Gara 2 Play-out Serie A1 2000-2001 4º derby | Telimar Palermo | 10 – 5 | Ortigia |  |

| Siracusa 2001 Gara 3 Play-out Serie A1 2000-2001 5º derby | Ortigia | 16 – 11 | Telimar Palermo |  |

| Palermo 2001 Gara 4 Play-out Serie A1 2000-2001 6º derby | Telimar Palermo | 8 – 9 | Ortigia |  |

| Siracusa 2003 ..ª giornata Serie A1 2002-2003 7º derby | Ortigia | – | Telimar Palermo |  |

| Palermo 2003 ..ª giornata Serie A1 2002-2003 8º derby | Telimar Palermo | – | Ortigia |  |

| Siracusa 30 novembre 2004 2ª giornata Serie A1 2004-2005 9º derby | Ortigia | 8 – 8 | Telimar Palermo |  |

| Palermo 12 febbraio 2005 9ª giornata Serie A1 2004-2005 10º derby | Telimar Palermo | 7 – 8 | Ortigia |  |

| Palermo 9 maggio 2005 Fase a gironi della Coppa Italia 11º derby | Telimar Palermo | 10 – 9 | Ortigia |  |

| Siracusa 18 maggio 2005 Fase a gironi della Coppa Italia 12º derby | Ortigia | 12 – 6 | Telimar Palermo |  |

| Palermo 07 gennaio 2006 6ª giornata Serie A1 2005-2006 13º derby | Telimar Palermo | 9 – 11 | Ortigia |  |

| Siracusa 25 febbraio 2006 13ª giornata Serie A1 2005-2006 14º derby | Ortigia | 8 – 7 | Telimar Palermo |  |

| Palermo 6 febbraio 2008 5ª giornata Serie A2 2007-2008 15º derby | Telimar Palermo | 8 – 7 | Ortigia |  |

| Siracusa 23 aprile 2008 16ª giornata Serie A2 2007-2008 16º derby | Ortigia | 12 – 9 | Telimar Palermo |  |

| Palermo 15 febbraio 2014 9ª giornata Serie A2 2013-2014 17º derby | Telimar Palermo | 8 – 13 | Ortigia |  |

| Siracusa 10 maggio 2014 20ª giornata Serie A2 2013-2014 18º derby | Ortigia | 9 – 8 | Telimar Palermo |  |

| Siracusa 06 dicembre 2014 4ª giornata Serie A2 2014-2015 19º derby | Ortigia | 13 – 9 | Telimar Palermo |  |

| Palermo 14 marzo 2015 15ª giornata Serie A2 2014-2015 20º derby | Telimar Palermo | 13 – 10 | Ortigia |  |

| Siracusa 23 ottobre 2019, ore 15:00 3ª giornata Serie A1 2019-2020 21º derby | Ortigia | 12 – 6 | Telimar Palermo |  |

| Palermo 26 febbraio 2020 16ª giornata Serie A1 2019-2020 | Telimar Palermo | annullata – COVID-19 | Ortigia |  |

| Palermo 21 novembre 2020 2ª giornata Serie A1 2020-2021 22º derby | Telimar Palermo | 5 – 8 | Ortigia |  |

| Siracusa 23 gennaio 2021, ore 15:00 5ª giornata Serie A1 2020-2021 23º derby | Ortigia | 13 – 14 | Telimar Palermo |  |

| Palermo 5 maggio 2021, ore 16:00 Finale per il Terzo Posto, Coppa Italia 24º derby | Telimar Palermo | 13 – 12 (8-8 nei tempi regolamentari, 13-12 dopo i rigori) | Ortigia |  |

| Siracusa 18 settembre 2021, ore 18:00 3ª giornata del Girone D di Coppa Italia 25º derby | Ortigia | 5 – 6 | Telimar Palermo |  |

| Palermo 4 dicembre 2021, ore 15:00 10ª giornata Serie A1 2021-2022 26º derby | Telimar Palermo | 11 – 9 | Ortigia |  |

| Palermo 12 gennaio 2022, ore 15:00 semifinale di andata LEN Euro Cup 2021-2022 27º derby | Telimar Palermo | 10 – 0 (a tavolino) | Ortigia |  |

| Siracusa 9 febbraio 2022, ore 15:00 semifinale di ritorno LEN Euro Cup 2021-2022 28º derby | Ortigia | 7 – 6 | Telimar Palermo |  |

| Siracusa 2 aprile 2022, ore 15:00 6ª giornata poule scudetto Serie A1 2021-2022 29º derby | Ortigia | 9 – 8 | Telimar Palermo |  |

| Palermo 29 ottobre 2022, ore 15:00 2ª giornata Serie A1 2022-2023 30º derby | Telimar Palermo | 8 – 16 | Ortigia |  |

| Siracusa 1 febbraio 2023, ore 18:00 15ª giornata Serie A1 2022-2023 31º derby | Ortigia | 8 – 8 | Telimar Palermo |  |

| Siracusa 16 maggio 2023, ore 15:00 Gara 1 finale per il terzo posto Serie A1 2022-2023 32º derby | Ortigia | 16 – 9 | Telimar Palermo |  |

| Palermo 20 maggio 2023, ore 18:30 Gara 2 finale per il terzo posto Serie A1 2022-2023 33º derby | Telimar Palermo | 6 – 14 | Ortigia |  |

| Palermo 2023 2° giornata fase a gironi, Coppa Italia 34º derby | Telimar Palermo | 9 – 11 | Ortigia |  |

| Siracusa 8 novembre 2024, ore 15:00 6ª giornata Serie A1 2023-2024 35º derby | Ortigia | 7 – 7 | Telimar Palermo |  |

| Palermo 30 marzo 2024, ore 15:00 5° giornata poule scudetto Serie A1 2023-2024 36º derby | Telimar Palermo | 6 – 10 | Ortigia |  |

| Palermo 29 novembre 2024, ore 15:00 8° giornata poule scudetto Serie A1 2024-2025 37º derby | Telimar Palermo | 9 – 10 | Ortigia |  |

| Siracusa 15 marzo 2025, ore 15:00 21ª giornata Serie A1 2024-2025 38º derby | Ortigia | 11 – 13 | Telimar Palermo |  |